# ISO 3166-2:SA
ISO 3166-2:SA és l'entrada per Aràbia Saudita en ISO 3166-2, part de l'ISO 3166 estàndard publicat per l'Organització Internacional per Estandardització (ISO), el qual defineix codis pels noms de les subdivisions principals (p. ex., províncies o estats) de tots els països.
Actualment per Aràbia Saudita, ISO 3166-2 codis són definits per 13 regions, referides per ISO com "províncies".
Cada codi es compon de dues parts, separades per un guionet. La primera part és SA, l'ISO 3166-1 alfa-2 codi de l'Aràbia Saudita. La segona part és dos dígits (01–14 exceptuant el 13).

## Codis actuals
Noms de subdivisió llistats a l'ISO 3166-2 estàndard publicats per la ISO 3166 de l'Agència de Manteniment (ISO 3166/MA).
Clica en el botó de l'encapçalament per ordenar cada columna.
| Codi  | Nom de subdivisió         | Nom de subdivisió (en àrab) |
| ----- | ------------------------- | --------------------------- |
| SA-11 | Al Bāḩah                  | الباحة                      |
| SA-08 | Al Hudūd ash Shamālīyah   | الحدود الشمالية             |
| SA-12 | Al Jawf                   | الجوف                       |
| SA-03 | Al Boigīnah al Munawwarah | المدينة المنورة             |
| SA-05 | Al Qaşīm                  | القصيم                      |
| SA-01 | Ar Riyāḑ                  | الرياض                      |
| SA-04 | Ash Sharqīyah             | الالشرقية                   |
| SA-14 | Tanīr                     | عسير                        |
| SA-06 | Hā'il                     | حائل                        |
| SA-09 | Jāzān                     | جازان                       |
| SA-02 | Makkah al Mukarramah      | مكة المكرمة                 |
| SA-10 | Najrān                    | نجران                       |
| SA-07 | Tabūk                     | تبوك                        |

1. ↑  El nom en àrab escrit en alfabet àrab no està inclòs a l'estàndard ISO 3166-2.

## Canvis
Els canvis d'entrada següents han estat anunciats via newsletter per l'ISO 3166/MA des de la primera publicació d'ISO 3166-2 l'any 1998:
| Newsletter      | Data d'emissió        | Descripció de canvi en newsletter |
| --------------- | --------------------- | --------------------------------- |
| Newsletter II-3 | 2011-12-13 (corregit) | Reordenació alfabètica.           |